# Ачехский язык
Аче́хский язык или ачех относится к малайско-полинезийским языкам. Распространён в провинции Ачех (остров Суматра) и в округе Бота (провинция Перак, Малайзия).

## Классификация и родственные языки
Ближайшими родственниками ачехского языка являются чамские языки, малайский язык, минангкабау, гайо и батакский.

## Письменность
Ранее ачехский язык пользовался письменностью на основе арабского алфавита (она называлась «джави» на малайском языке). В настоящее время это письмо используется крайне редко — вместо него используется алфавит на основе латиницы с рядом дополнительных букв: é, è, ë, ö и ô.

## Диалекты
В ачехском языке существует как минимум 10 различных диалектов (Pasè, Peusangan, Matang, Pidië, Buëng, Banda, Daya, Meulabôh, Seunagan и Tunong).